# Anolis auratus
Espèce
Synonymes
- Norops auratus (Daudin, 1802)
- Draconura nitzschii Wiegmann, 1834
- Draconura duodecimstriata Berthold, 1840
- Draconura bertholdi Fitzinger, 1843
- Norops macrodactylus Hallowell, 1856
- Anolis rosenbergii Boulenger, 1896
- Anolis auratus sipaliwinensis Hoogmoed, 1973

Anolis auratus est une espèce de sauriens de la famille des Dactyloidae.

## Répartition
Cette espèce se rencontre au Costa Rica, au Panama, en Colombie, en Équateur, au Venezuela, en Guyane et au Brésil au Pará et en Amazonas.

## Taxinomie
Anolis auratus (O’Shaughnessy, 1869) nec Daudin, 1802 est un synonyme de Anolis tropidonotus Peters, 1863.

## Publication originale
- Daudin, 1802 : Histoire Naturelle, Générale et Particulière des Reptiles; ouvrage faisant suit à l'Histoire naturelle générale et particulière, composée par Leclerc de Buffon; et rédigee par C.S. Sonnini, membre de plusieurs sociétés savantes, vol. 4, F. Dufart, Paris, p. 1-397 (texte intégral).